# Арефино (Вологодская область)
Арефино — деревня в Грязовецком районе Вологодской области в месте впадения реки Комья в Лухту.
Входит в состав Комьянского муниципального образования, с точки зрения административно-территориального деления — в Комьянский сельсовет.
Расстояние по автодороге до районного центра Грязовца — 24,5 км, до центра муниципального образования Хорошево — 8,9 км. Ближайшие населённые пункты — Семенково, Андрейково, Большое Костино, Аграфенка.
По переписи 2002 года население — 4 человека.